# Estilicó

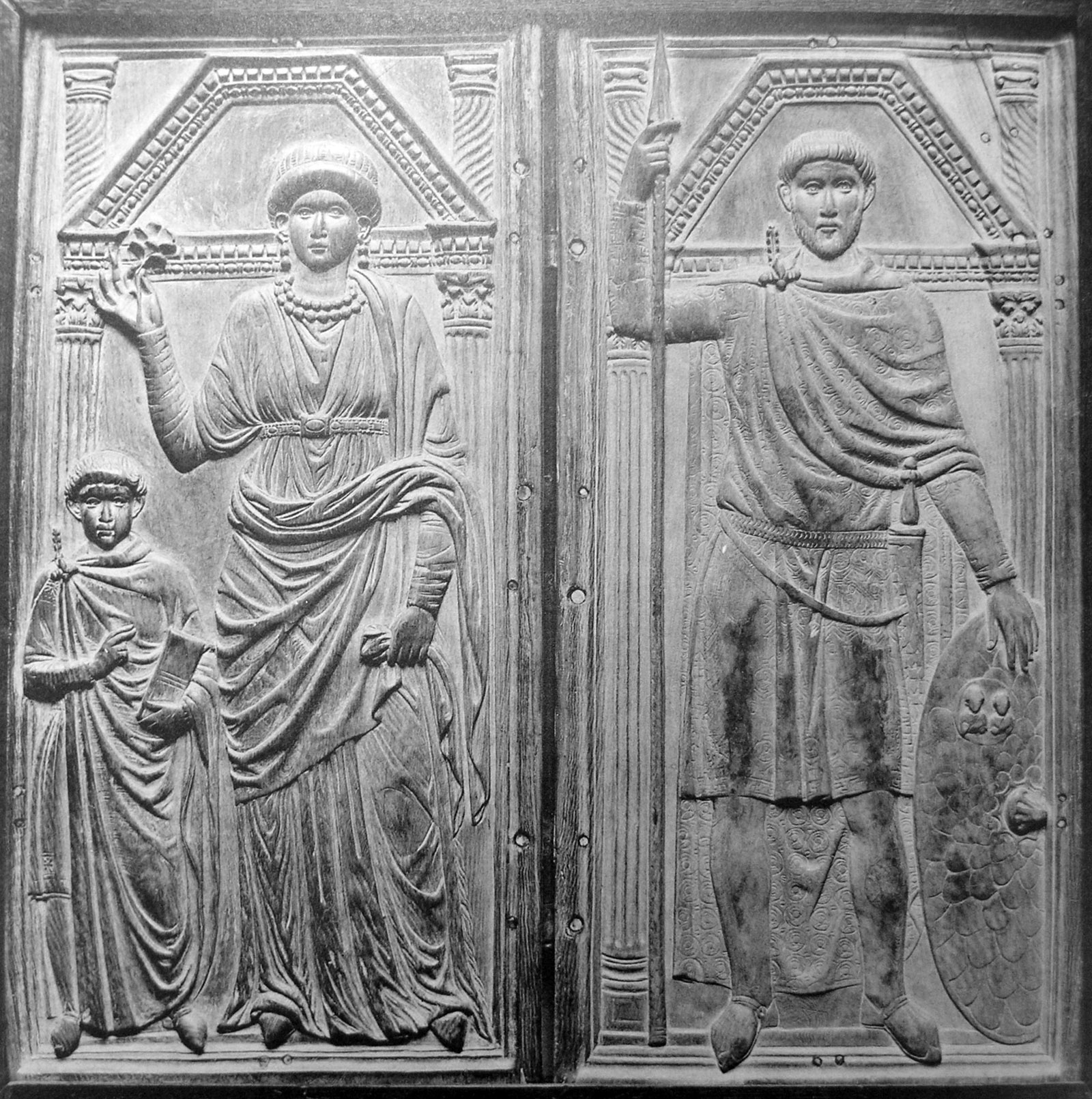
Díptic de cap al 395, conservat a la catedral de Monza, que representa Estilicó amb la seva dona Serena i el seu fill Euqueri

Estilicó (en llatí Flavius Stilicho o Stilico; en grec Στιλίχων o Στελίχων) (vers 359-408) va ser un general i polític romà d'origen vàndal. Va néixer a Germània, de pare vàndal i mare romana.

## Teodosi el Gran
Es va incorporar a l'exèrcit romà durant el regnat de Teodosi el Gran. L'any 384 Teodosi el va enviar a la cort del rei persa Sapor III per negociar un acord sobre la partició d'Armènia, i en tornar va ser elevat a general i encarregat de la lluita contra els visigots. Teodosi li va donar la seva neboda Serena com a muller, i amb ella va tenir un fill de nom Euqueri. Després de la mort de Valentinià II l'any 392, Estilicó va dirigir el 394 l'exèrcit que va ocupar Itàlia i va derrotar Eugeni i Arbogast, batalla en la qual també va prendre part Alaric I amb els seus visigots, llavors aliats de l'Imperi. L'any 395 Teodosi el va designar mestre dels soldats i tutor del seu fill Flavi Honori pel govern de l'Imperi Romà d'Occident.

## Les campanyes contra els bàrbars
Estilicó es va enfrontar als visigots, el rei dels quals, Alaric I, havia trencat el seu tractat d'aliança amb Roma, i havia atacat Tràcia. L'exèrcit d'Estilicó, que havia obtingut la victòria sobre Eugeni, encara estava reunit, i Estilicó el va dirigir contra els visigots, però aviat va intentar negociar amb el seu amic Alaric. Rufí, el prefecte del pretori d'Arcadi, l'emperador d'Orient germà d'Honori, hostil a Estilicó o desconfiat per les negociacions, va voler reunir l'exèrcit a Constantinoble. Estilicó va obeir i va deixar el comandament. Rufí el va agafar i va derrotar amb aquests soldats els visigots, però va ser assassinat pels mateixos soldats en tornar a Constantinoble. L'any 397 Estilicó va derrotar les forces d'Alaric a Macedònia, però el rei visigot es va poder escapar cap a les muntanyes de la rodalia.
L'any 397 va acudir a Àfrica on va sufocar la rebel·lió del comte Gildó (396-398) i després va casar una de les seves filles, l'anomenada Maria, amb Honori que havia arribat als catorze anys. Honori es va casar més tard amb una altra filla d'Estilicó anomenada Termància.
El 401 Estilicó era a Rètia lluitant contra els vàndals i altres bàrbars, i el 402 els visigots van envair Itàlia. La cort es va haver de traslladar el mateix any 402 a Ravenna, que oferia major seguretat que Roma o Milà. Estilicó va combatre la invasió, derrotant Alaric a Pol·lència (402) i Verona (403), i a les festes de la victòria a Roma va permetre la celebració de jocs en els quals van participar gladiadors, cosa a la qual els cristians s'oposaven. Un dels cristians va ser linxat per la multitud (l'eremita Telèmac, que va baixar a l'arena per impedir les lluites). Després ja no es van celebrar més combats de gladiadors, que van ser prohibits definitivament per un edicte imperial l'any 404.
El 405 va ordenar la destrucció dels llibres sibil·lins perquè les seves profecies eren utilitzades per atacar el seu govern. Estilicó era favorable als arrians però va destacar per la seva tolerància religiosa.
Cap al 405 Radagais, al capdavant de vàndals, sueus, burgundis, alans i hèruls, va envair Itàlia, però Estilicó els va assetjar quan estaven acampats a prop de Florència i els va obligar a rendir-se. Radagais va ser executat, i els seus homes venuts com a esclaus. La retirada de les tropes de la frontera al Rin va propiciar la derrota dels francs a la batalla de Mogoncíacum i la invasió de vàndals, sueus i alans a les Gàl·lies i posteriorment a Hispània.

## Rebel·lió de Constantí III
L'any 407 o potser a començaments del 408 es va rebel·lar a Britànnia Constantí III, qui cap al 408 va aconseguir la submissió de les Gàl·lies. Constantí va nomenar cèsar el seu fill Constant.
Per la seva política religiosa es va crear l'enemistat dels cristians, i també la del partit nacionalista romà (hostil als comandaments bàrbars). El cortesà Olimp (Olympius) i d'altres van començar a conspirar. Alguns conspiradors el van acusar de voler trair a l'Imperi al negociar amb el rei visigot Alaric i es va fer circular el rumor que volia col·locar en el tron al seu propi fill Euqueri. Honori, convençut pels conspiradors, va enviar assassins per executar al general, que es va refugiar en una església de Ravenna. Se li va prometre salvar la vida si sortia, però en abandonar-la va ser assassinat, el 23 d'agost del 408. El seu fill Euqueri va ser mort a Roma poc després. Les dones i fills de molts bàrbars que vivien a Itàlia (uns trenta mil) també van ser assassinats pels romans, i els bàrbars es van posar sota protecció d'Alaric que va travessar els Alps i va començar una nova campanya, i aviat va assetjar Roma.
Probablement després de l'assassinat d'Estilicó es va sotmetre Hispània a Constantí III, o almenys part d'ella (la Tarraconense amb tota seguretat). Constant, el cèsar, va ser nomenat august i se li va donar el govern d'Hispània.